# Rocinela sila
Rocinela sila är en kräftdjursart som beskrevs av Hale 1925. Rocinela sila ingår i släktet Rocinela och familjen Aegidae. Inga underarter finns listade i Catalogue of Life.